# 허연
허연(1966년 8월 8일)은 대한민국의 시인이다. 1991년 《현대시세계》로 등단하였으며, 시집으로는 《불온한 검은 피》《나쁜 소년이 서 있다》《내가 원하는 천사》《오십 미터》 그리고 2020년 출간된 다섯 번째 시집 《당신은 언제 노래가 되지》가 있다. 산문집으로는 《그 남자의 비블리오필리》《고전탐닉》등이 있다. 2013년 시작작품상, 2014년 현대문학상, 2006년 한국출판학술상을 수상했다.
일본 게이오대학 연구원을 지냈으며 연세대학교에서 석사학위를 받았고, 추계예술대학교에서 박사학위를 받았다.
매일경제신문사 취재기자, 문화부장, 문화선임기자, 매경출판 대표 역임.